# Pero consimilis
Pero consimilis là một loài bướm đêm trong họ Geometridae.